# Falenko
Falenko (auch: Falanco, Falanko, Falenco) ist eine Landgemeinde im Departement Tanout in Niger.

## Geographie
Falenko liegt in der Sahelzone. Die Nachbargemeinden sind Gangara im Norden, Olléléwa im Osten, Tirmini im Südosten, Ourafane im Süden, El Allassane Maïreyrey im Südwesten und Tarka im Westen. Bei den Siedlungen im Gemeindegebiet handelt es sich um 25 Dörfer und 20 Weiler. Der Hauptort der Landgemeinde ist das Dorf Falenko.

## Geschichte
Das Dorf Falenko wurde – vermutlich in den 1920er Jahren – von einem Tuareg-Anführer gegründet. Die Kontakte zu den großen Tuareg-Föderationen im Aïr blieben aufrecht. Der Tuareg-Anführer von Tanout wurde 1945 von der damaligen Kolonialmacht Frankreich abgesetzt, weil er es verabsäumt hatte die französischen Truppen in Agadez mit Lebensmitteln zu versorgen, und zum Ortsvorsteher von Falenko degradiert.
Im Jahr 1962 wurde im Hauptort ein zementierter Brunnen angelegt. Das Gebiet um Falenko war bis zur in den 1970er Jahren einsetzenden Dürreperiode bekannt für seine Hirse-Produktion. Obwohl kein eigener Kanton, besaß Falenko etwa bei der Steuereintreibung eine gewisse Eigenständigkeit. Die Landgemeinde Falenko ging 2002 im Zuge einer landesweiten Verwaltungsreform aus dem südlichen Teil des Kantons Gangara hervor. Die traditionelle Ortsvorstehung von Falenko wurde 2017 zur chefferie particulière („besondere Herrschaft“), eine Stufe unterhalb eines Kantons, erhoben.

## Bevölkerung
Bei der Volkszählung 2012 hatte die Landgemeinde 13.993 Einwohner, die in 1928 Haushalten lebten. Bei der Volkszählung 2001 betrug die Einwohnerzahl 2794 in 449 Haushalten.
Im Hauptort lebten bei der Volkszählung 2012 3365 Einwohner in 408 Haushalten, bei der Volkszählung 2001 2221 in 357 Haushalten und bei der Volkszählung 1988 1023 in 166 Haushalten.
Die Tuareg in der Gemeinde gehören mehrheitlich der niederen Gesellschaftsklasse der Bouzou an. In Falenko leben außerdem Angehörige der vor allem Ackerbau betreibenden Hausa-Untergruppen Gobirawa und Damagarawa sowie der auf Fernweidewirtschaft spezialisierten Fulbe-Untergruppe Oudah’en.

## Politik
Der Gemeinderat (conseil municipal) hat 11 gewählte Mitglieder. Mit den Kommunalwahlen 2020 sind die Sitze im Gemeinderat wie folgt verteilt: 8 ARD-Adaltchi Mutunchi und 3 PNDS-Tarayya.
Jeweils ein traditioneller Ortsvorsteher (chef traditionnel) steht an der Spitze von 11 Dörfern in der Gemeinde.

## Wirtschaft und Infrastruktur
In Falenko wird ein Wochenmarkt abgehalten. Der Markttag ist Freitag. Er zieht Besucher aus den Gemeinden Gangara, Olléléwa, Ourafane, Tessaoua und Tirmini an. Im Hauptort ist ein Gesundheitszentrum des Typs Centre de Santé Intégré (CSI) vorhanden. Beim Centre de Formation aux Métiers de Falenko (CFM Falenko) handelt es sich um ein Berufsausbildungszentrum. Weitere Schulen gibt es unter anderem im Hauptort und im Dorf Guidan Guiwa.